# Paróquia Nossa Senhora do Bom Despacho
A Paróquia Nossa Senhora do Bom Despacho é uma circunscrição eclesiástica católica brasileira sediada no município de Bom Despacho, na Região Central do estado de Minas Gerais, mais precisamente na Microrregião de Bom Despacho. Faz parte da Diocese de Luz, estando situada na Forania de Bom Despacho, e seu território abriga o Santuário do Senhor Bom Jesus da Cruz do Monte, a Congregação das Irmãs Missionárias de Santa Terezinha e a Paróquia Militar Santa Ifigênia, criada em 2014. Foi criada em 20 de agosto de 1834, por Dom Frei José da Santíssima Trindade, tendo como título Nossa Senhora da Imaculada Conceição de Bom Despacho, no pequeno povoado de Nossa Senhora do Bom Despacho.

## História

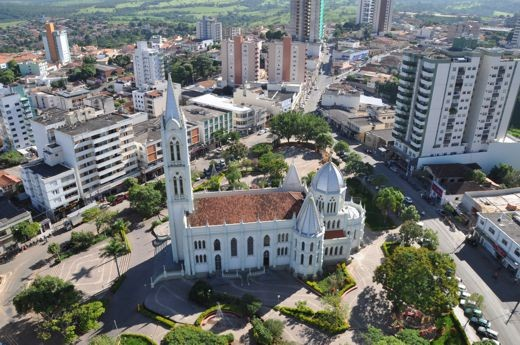
Vista aérea do Centro de Bom Despacho, dando destaque para a Igreja Matriz Nossa Senhora do Bom Despacho.

A inauguração da primeira igreja do então povoado de Nossa Senhora do Bom Despacho, ainda subordinado ao município de Santo Antônio do Monte, ocorrida em 1834, na localidade a qual se desenvolvia ao redor do pequeno povoado, consolidou as celebrações e primeiras manifestações religiosas católicas da comunidade local, dedicada a Nossa Senhora do Bom Despacho em honra à devoção dos residentes, que pediam chuvas e uma boa colheita. Na ocasião, os moradores encomendaram de Portugal a imagem de uma virgem, dando origem às primeiras comemorações marianas daquele lugar. As atividades estavam subordinadas à Arquidiocese de Mariana.
O impulso populacional e estrutural na região do atual Bom Despacho, associado à elevação do povoado a qualidade de vila em 1911, favoreceu o início da prática regular das manifestações da missa aos domingos, além de missas votivas da quarta-feira de cinzas, Coroação de Maria, das celebrações, teatro da Paixão de Cristo e procissões da Semana Santa e procissões e montagens dos tapetes de Corpus Christi, impulsionando os movimentos a favor da emancipação da comunidade local durante o mandato do pároco local, Padre Nicolau Ângelo Del Duca. Posteriormente, após a vinda da Congregação dos Missionários de Nossa Senhora do Santíssimo Sacramento, fundada por Júlio Maria de Lombaerde, foi repassada a Paróquia Nossa Senhora do Bom Despacho para tal congregação. Com o crescimento no município, a Paróquia Nossa Senhora do Bom Despacho fora acumulando comunidades.
Da Paróquia Nossa Senhora do Bom Despacho, foram desmembradas as paróquias São Sebastião em 14 de fevereiro de 1953, a representar o então distrito de Araújos, subordinado a Bom Despacho e que meses depois se emanciparia; São Pedro em 23 de junho de 1957, para representar o recente município de Moema, emancipado em 1953. Dentro do município de Bom Despacho, foram desmembradas da Paróquia Nossa Senhora do Bom Despacho a Paróquia São Vicente de Paulo, em 26 de novembro de 1999; a Paróquia São José Operário, em 2003 e, por último, a Paróquia Nossa Senhora do Rosário, em 22 de janeiro de 2011. A Casa Paroquial, Residência dos Missionários Sacramentinos na cidade, foi erguida em frente à Matriz, onde divide espaço com a sede da Rádio Nova Veredas FM, Centro Catequético, Escritório Paroquial, Fundação Bom Despacho e a Livraria Roda Viva, do ilustre Padre Jayme Lopes Cançado, SDN.

## Comunidades e subordinação
O território da Paróquia Nossa Senhora do Bom Despacho abriga, além do Santuário Senhor Bom Jesus da Cruz do Monte, a Congregação das Irmãs Missionárias de Santa Teresinha e a Paróquia Militar Santa Ifigênia, que sustenta o título de primeira paróquia militar do Brasil. Em Dezembro de 2016, a circunscrição envolvia um total de 29 comunidades, sendo 19 urbanas e 10 rurais, sendo divididas em 6 setores de evangelização, listadas a seguir:

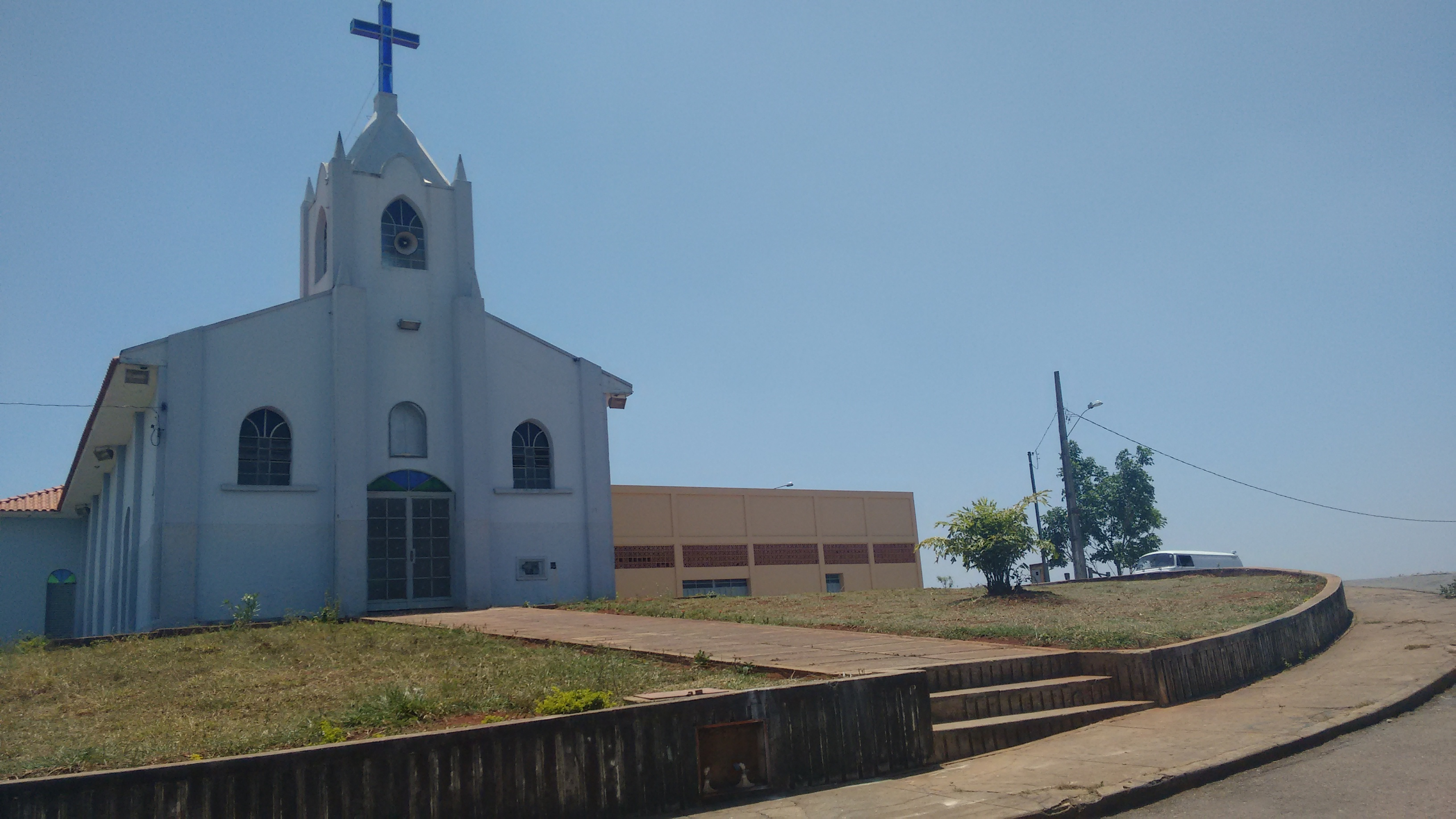
Complexo Católico São Sebastião, localizado na Praça São Sebastião, no Bairro Vila Gontijo, que abriga, além da Igreja São Sebastião, o Salão Comunitário e o Centro Catequético, comunidade subordinada à Paróquia Nossa Senhora do Bom Despacho.

### Comunidades Urbanas
São, ao todo, 19 comunidades urbanas:

#### Setor Matriz
- Nossa Senhora do Bom Despacho - Centro

#### Setor Ana Rosa
- Nossa Senhora da Piedade - Conjunto Habitacional Geraldo Sabiá
- Sagrado Coração de Jesus - bairro Ana Rosa
- São Benedito - bairro Ana Rosa

#### Setor São Geraldo
- Nossa Senhora do Perpétuo Socorro - bairro Vila Aurora
- Santa Rita - bairro Santa Rita
- São Geraldo- bairro Esplanada
- São Sebastião - bairro Vila Gontijo
- Santa Luzia - Conjunto Habitacional Pedro Tavares Gontijo

#### Setor Sagrada Família
- Nossa Senhora de Fátima - bairro Nossa Senhora de Fátima
- Sagrada Família - bairro Olegário Maciel
- Santo Expedito - bairro Jaraguá
- Nossa Senhora Aparecida - bairro Nossa Senhora Aparecida
- São Francisco - bairro São Francisco
- Santo Antônio - Conjunto Habitacional Simeão Ferreira de Souza

#### Setor Rainha dos Anjos
- Nossa Senhora das Graças - bairro Novo São José
- Nossa Senhora dos Anjos - bairro Jardim dos Anjos
- Santos Anjos - bairro Jardim dos Anjos e Conjunto Habitacional Geraldo Sabiá

### Comunidades Rurais
Totalizam 10 comunidades rurais:
- Santa Rosa de Lima - distrito do Engenho do Ribeiro
- Nossa Senhora do Santíssimo Sacramento - povoado do Mato Seco
- Nossa Senhora das Graças - povoado do Capivari dos Marçal
- Nossa Senhora do Carmo - povoado do Córrego Areado
- Padre Libério - povoado dos Alves
- Menino Jesus - povoado da Lagoa do Zé Luiz
- Bom Retiro
- Vilaça
- Extrema
- Vargem Grande

### Comunidades não-setoradas
- Pastorinhos de Fátima - bairro Nossa Senhora de Fátima

## Administração e atuação social
A Paróquia Nossa Senhora do Bom Despacho é administrada pela Congregação dos Missionários Sacramentinos de Nossa Senhora, ordem religiosa masculina fundada pelo padre Júlio Maria de Lombaerde Os conselhos Administrativo Paroquial, como o CEPAE, CPE, Patrimônio e de Obras, a Pastoral das Comunidades, a Pastoral Paroquial e as demais pastorais mantêm a articulação interna em seus campos de atuação. A Residência dos Missionários Sacramentinos de Nossa Senhora em Bom Despacho, representa a sede da circunscrição, que se encontra em Manhumirim-MG e serve como residência para os padres e para os seminaristas da Congregação após a conclusão do curso de filosofia, que assumem posições de auxílio na paróquia durante um ano em uma espécie de adaptação ao cargo eclesiástico e ao contato com o público antes de serem encaminhados ao noviciado. Abriga também uma biblioteca e um arquivo com todos os livros de registros de batizados, casamentos, falecimentos e atas locais.
Todos os dias, um padre fornece atendimento espiritual aos fiéis na Casa Paroquial, após a realização de uma missa na Igreja Matriz nas primeiras horas da manhã, durante o expediente paroquial. Outro se disponibiliza para atendimento externo, como para unção dos enfermos, enquanto que os demais se concentram em serviços e visitas nas comunidades. A maior parte dos serviços comunitários está associada às atividades das pastorais sociais, auxiliadas pela diocese, a exemplo da presença da Sociedade de São Vicente de Paulo, Pastoral da Criança, Pastoral da Família, Pastoral da Sobriedade, Catequese, Grupos de Reflexão, Pastoral da Juventude e Pastoral do Batismo, cada uma visando a atuar em suas respectivas áreas em integração com as comunidades. A Rádio Nova Veredas FM, é mantida pelos Sacramentinos por meio da Fundação Bom Despacho.

### Administração Interna

#### Paróquia Nossa Senhora do Bom Despacho
Pároco:
- Padre Márcio Antônio Pacheco, SDN

Vigários Paroquiais:
- Padre Antônio Otaviano Costa Franco, SDN
- Padre Carlos André Soares Teodósio,SDN
- Padre Jayme Lopes Cansado, SDN
- Padre José de Oliveira Miguel, SDN

#### Paróquia Militar Santa Ifigênia
Pároco:
- Padre Sebastião Fernandes Pereira

### Párocos
Relacionamos os párocos da qual há conhecimento e registros na referida paróquia:
| Párocos | Párocos                                         | Párocos                                        | Párocos                                                       |
| Nº      | Nome                                            | Período                                        | Notas                                                         |
| ------- | ----------------------------------------------- | ---------------------------------------------- | ------------------------------------------------------------- |
|         | Padre Márcio Antônio Pacheco, SDN               | 15 de janeiro de 2017-                         | Atual                                                         |
|         | Padre José Raimundo da Costa, SDN               | 28 de fevereiro de 2010 - 8 de janeiro de 2017 | Transferido pároco para a Paróquia Bom Pastor, de Manhuaçu-MG |
|         | Padre Antônio Otaviano da Costa Franco, SDN     | 2006 - 28 de fevereiro de 2010                 | Continua na Paróquia como Vigário-Geral                       |
|         | Padre Domício Herculano Silveira de Barros, SDN | 2002 - 2006                                    | Transferido Vigário-Geral para a cidade de Espera Feliz-MG    |
|         | Padre João Lúcio Gomes Benfica, SDN             | 1998 - 2002                                    | Transferido pároco para a cidade de Espera Feliz-MG           |

## Cultura
A paróquia é a responsável pela manutenção de tradições religiosas que configuram-se como principais eventos e manifestações culturais do município. Destacam-se a Festa de Nossa Senhora do Bom Despacho, padroeira municipal (celebrada dia 31 de maio), juntamente ao aniversário da cidade, comemorado em 1 de junho; a Semana Santa, quando são organizadas procissões e encenações, sendo mantidos rituais, vestes e indumentárias da década de 1940; o Corpus Christi, com tapetes de serragem colorida confeccionados nas ruas da Praça da Matriz, cujas origens também remontam à década de 40; e as comemorações do aniversário da paróquia juntamente à semana da família, em agosto, com missas especiais e apresentações culturais. A Paróquia Nossa Senhora do Bom Despacho promove também, no mês de agosto, a festa de Nossa Senhora do Rosário, em parceria com a Paróquia Nossa Senhora do Rosário, com a participação dos reinadeiros do próprio município e visitantes; e em outubro a festa de São Benedito, além da Festa de São Sebastião, na Comunidade São Sebastião e Santa Rosa de Lima, também com a participação dos reinadeiros, na Comunidade Santa Rosa de Lima, no distrito do Engenho do Ribeiro. As festas juninas também se fazem presentes nas comunidades, juntamente com o Natal Solidário.
A  Igreja Matriz de Nossa Senhora do Bom Despacho apresenta-se como principal marco cultural e religioso do município,  constituindo patrimônio histórico não só municipal, mas do estado de Minas Gerais. O Centro de Eventos Pastorais, inaugurado por volta dos anos 2000, situado no bairro Ana Rosa, abriga atividades pastorais e encontros. Cabe ressaltar que boa parte das construções religiosas das comunidades, a exemplo da Igreja São Sebastião, foram custeadas com doações dos próprios fiéis e a realização de leilões, sorteios, espetáculos musicais e comércio em barraquinhas. Na década de 2000, bens remanescentes à circunscrição, como a Igreja Matriz, o Centro de Eventos Pastorais e a Festa de Corpus Christi, foram tombados como patrimônio cultural de Bom Despacho.

## Limites Geográficos
A Paróquia Nossa Senhora do Bom Despacho tem por limítrofes:
- Norte: Paróquia São Rafael Arcanjo, no município de Martinho Campos e Paróquia Militar Santa Ifigênia, no município de Bom Despacho
- Sul: Paróquia São José Operário, no município de Bom Despacho
- Leste: Paróquia São Sebastião, no município de Araújos e Paróquia São Sebastião, no município de Leandro Ferreira
- Oeste: Paróquia Nossa Senhora do Rosário, no município de Bom Despacho